# Lastfrånskiljare

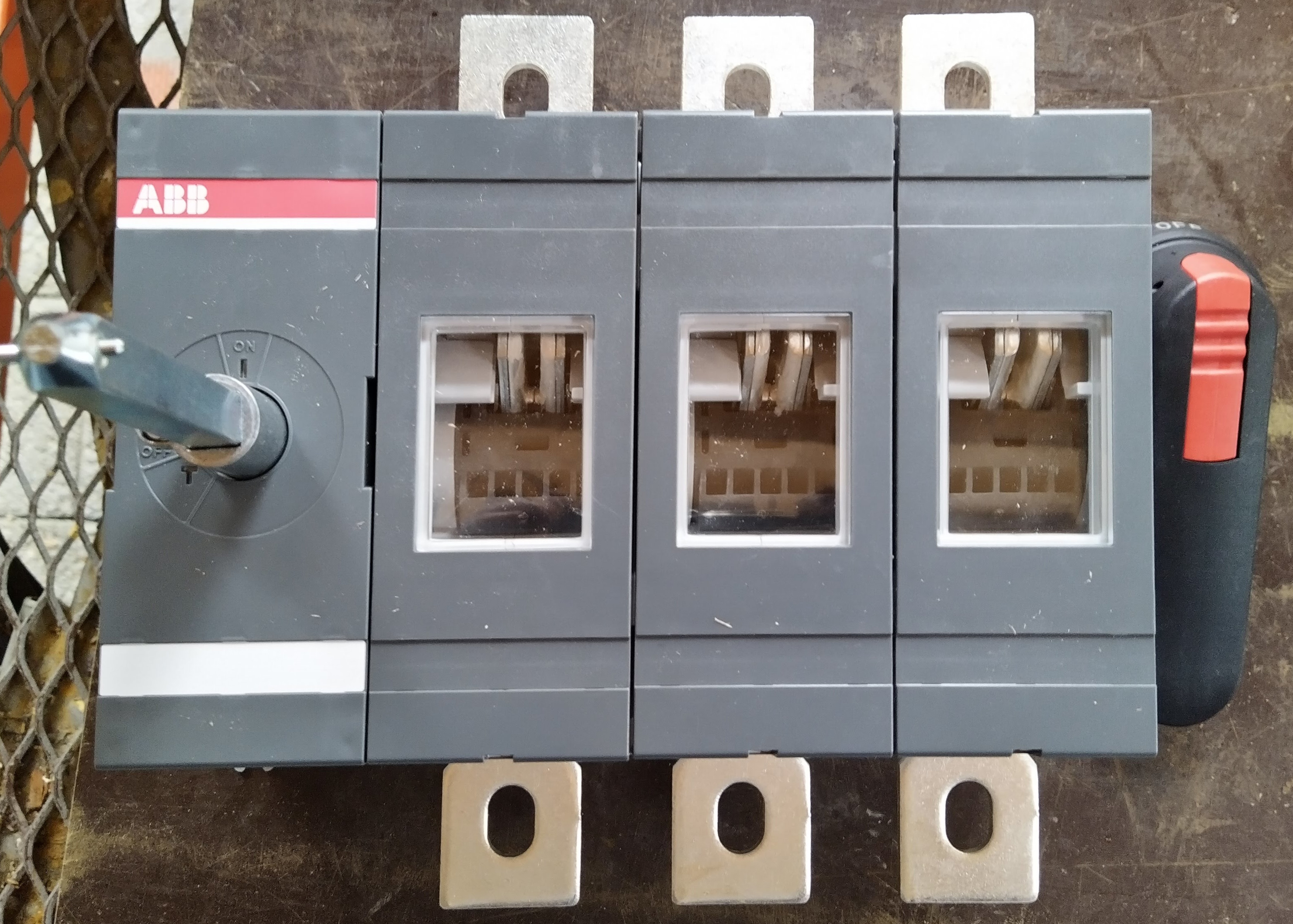
Lastfrånskiljare för lågspänning (under 1 kV) där de synliga brytställena syns i fönstren.

En lastfrånskiljare är en elkraftapparat, som öppnar och sluter strömbanor. Till skillnad från frånskiljare kan det bryta normala lastströmmar. Dock kan det inte bryta kortslutningsströmmar. Normal dimensionering för brytförmågan är strömmar 1,5 gånger större än last. Därför behöver man ha en effektbrytare eller en säkring. Den senare kan vara inbyggd i apparaten som då kallas säkringslastfrånskiljare.

## Källor

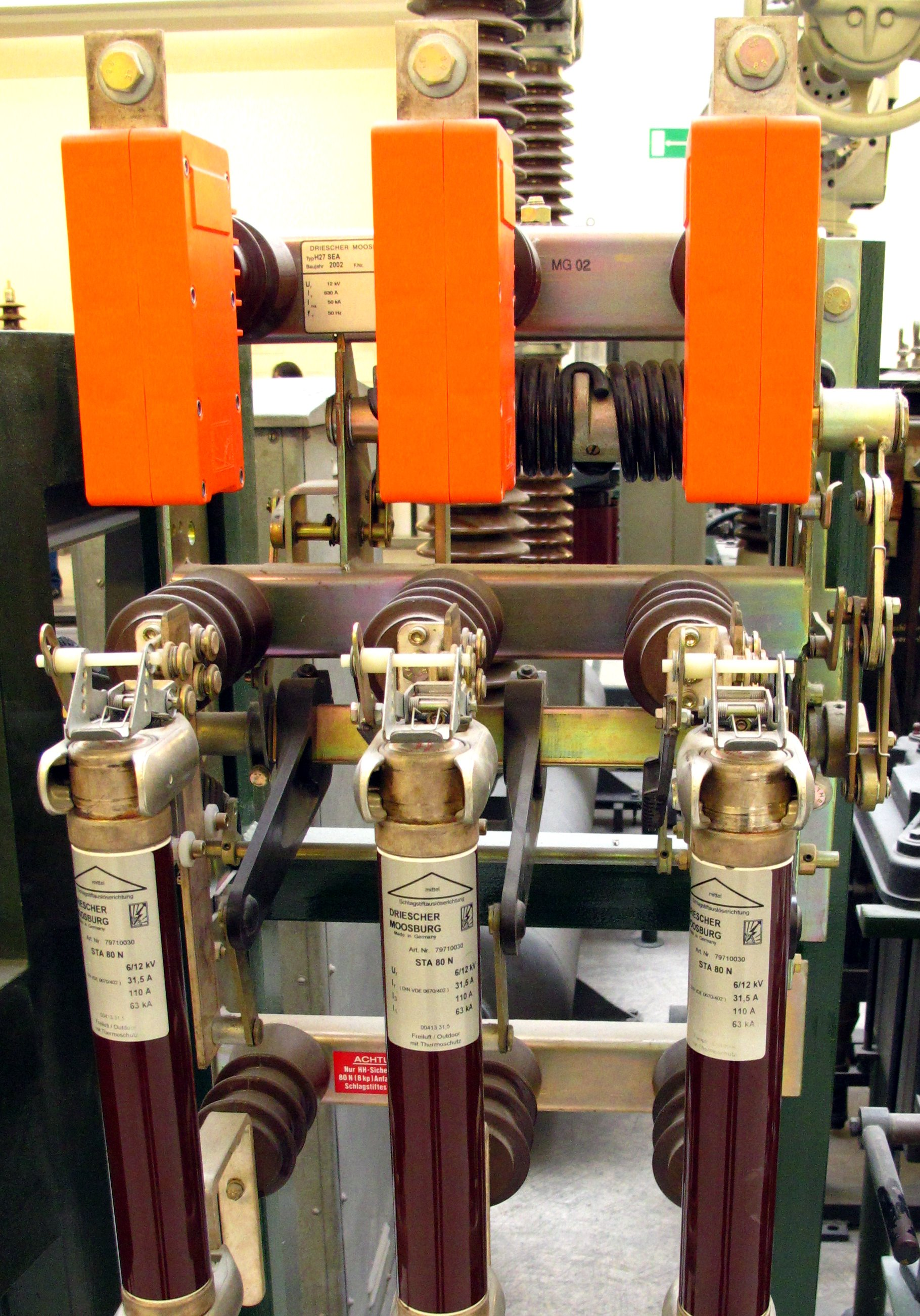
Lastfrånskiljare för 12 kV och 400 A för inomhusbruk med säkringar (de bruna lodräta sakerna).